# 固体脂质纳米粒
固体脂质纳米粒（Solid lipid nanoparticle）是由脂质构成的纳米颗粒，是一种新型的给药途径。2018年首次获得许可，2019冠状病毒病病原体SARS-CoV-2的RNA疫苗也使用了该物质。
固体脂质纳米粒子通常为球形，平均直径在10至1000纳米之间。固体脂质纳米粒子拥有一个脂质核心基质，可以溶解親脂性分子。脂质核心由表面活性剂（乳化剂）予以稳定。
固体脂质纳米粒子的开发是脂质纳米技术的新兴领域之一，在药物输送、临床医学和研究以及其他学科中具有若干潜在的应用。 由于其独特的尺寸属性，脂质纳米颗粒为开发新的治疗方法、将药物纳入纳米载体从事药物输送，提供了一个新的原型和可能性，特别是为特定部位的药物输送带来巨大的希望。